# Mariusz Trepka
Mariusz Wiesław Trepka (ur. 6 stycznia 1967 w Myszkowie) – polski menedżer, samorządowiec i polityk, w latach 2016–2018 drugi wicewojewoda śląski, poseł na Sejm VIII i IX kadencji.

## Życiorys
Absolwent Wydziału Zarządzania Politechniki Częstochowskiej (2011) oraz studiów podyplomowych w chorzowskiej filii Wyższej Szkoły Bankowej w Poznaniu z zakresu zarządzania zasobami ludzkimi i promocji jednostek samorządu terytorialnego (2014). W wyborach samorządowych w 1998 bezskutecznie ubiegał się o mandat radnego powiatu myszkowskiego z listy Akcji Wyborczej Solidarność. W 2002, 2006, 2010 i 2014 wybierany na radnego tego powiatu II, III, IV i V kadencji. Pełnił funkcję członka zarządu i od 2013 wicestarosty myszkowskiego. W 2005 wstąpił do Prawa i Sprawiedliwości. Pracował również jako kierownik centrum konferencyjno-szkoleniowego, w Regionalnym Funduszu Gospodarczym w Częstochowie, a później w Powiatowym Zespole Zakładów Opieki Zdrowotnej w Będzinie na stanowisku zastępcy dyrektora ds. finansowo-ekonomicznych. W 2015 wystartował w wyborach parlamentarnych z trzeciego miejsca listy PiS w okręgu częstochowskim. Otrzymał wtedy 6025 głosów i nie zdobył mandatu.
11 stycznia 2016 został powołany na stanowisko drugiego wicewojewody śląskiego. Podlegały mu wydziały infrastruktury i nadzoru nad systemem opieki zdrowotnej, spraw obywatelskich i cudzoziemców, a także Wojewódzki Zespół do Spraw Orzekania Niepełnosprawności oraz Wojewódzka Inspekcja Geodezyjna i Kartograficzna.
W lipcu 2018 objął mandat posła na Sejm VIII kadencji, zastępując w parlamencie Konrada Głębockiego. W wyborach w 2019 z powodzeniem ubiegał się o poselską reelekcję, otrzymując 12 881 głosów. W wyborach w 2023 nie został ponownie wybrany. W 2024 uzyskał mandat radnego Sejmiku Województwa Śląskiego VII kadencji.

## Życie prywatne
Żonaty, ma dwóch synów.